# 下厝福德祠
25°04′39″N 121°10′50″E / 25.077458°N 121.180604°E
下厝福德祠，是位於臺灣桃園市大園區內海里的土地祠，以土地婆配二位土地公而知名。

## 建廟
下厝福德祠建廟緣由，是民眾在林中發現一尊貌如土地公的石頭，就搭棚供奉，後集資改建小廟。廟址位於大園區內海里下厝近大園工業區與老街溪畔，在曾任村長的林文鐘家對面。因在沿海地帶失修多年，1995年發起發起募款重建活動。耗資近新台幣五百萬元重新整修，1996年1月9日舉行安座。

## 神像
一日，地主林川田想為此廟的土地公搭配土地婆，就用下厝竹林子一帶的溪石，委由石匠雕刻成土地婆像。對於林川田的動機，廟委林文鍾解釋林地主本身就有妻妾，所以也想為土地公娶妻。約1976年左右，土地公被竊。林文鐘說原因是土地公有求必應而且出牌相當靈驗，遂被賭徒帶走。當時下厝地區有很長時期過得不安寧，村民歸咎與土地婆失去丈夫有關。
1984年，有村民受說受土地婆託夢要再嫁。廟方只好訂製了一尊1尺3吋高的土地公來配對約8吋高的土地婆像，慶祝再嫁時轟動桃園地區，不少人專程前來一睹。但就土地婆再嫁三年，失蹤的土地公被偷送回此廟。新來的土地公坐主位，送回的舊土地公居於下堂右側，「一妻二夫」的情況遭受地方人士和耆老非議。於是村民經過擲筊，新土地公被送離廟宇，放在爐主家。為防止舊土地公再被竊，神像還放入玻璃罩。
農曆二月初二、八月十五、十一月十九這三天，爐主會將新土地公請回祠內，讓期待的村民看到三尊土地公婆暫時重聚，成為地方趣談。農曆二月初二下午，信徒以擲筊選出下一任爐主，再把新土地公迎新爐主家中供奉。三尊神像集合時，會吸引大批信徒們前往觀看，也成為幼稚園課外教學的教材，如大園小豆芽幼稚園、觀音森林幼稚園都曾前往參觀。甚至想享齊人之福的外地民眾前來膜拜，林文鐘感到十分好笑。在西洋情人節，也會有信眾獻上巧克力花束。
2008年10月，舊土地公再度失竊。信徒擲筊請示土地婆，讓新土地公回來，繼續保佑地方平安。任爐主的黃明發表示，若舊土地公能再回家，重演「一妻二夫共處一室」，屆時再請示土地婆決定誰該留下、誰該「流浪」。

## 其他
臺中市南區的長春公園有座長春里和長榮里居民一起供奉的土地祠，原有土地公、土地婆各一尊，後翻修時多了一尊土地公，經擲筊後，三尊排再一起。「一妻二夫」相反版的有魷魚公廟、「一女不事二夫」版的有豐年宮。